# خوزه بودالو
خوزه بودالو (اسپانیایی: José Bódalo‎؛ ۲۴ مارس ۱۹۱۶ – ۲۴ ژوئیه ۱۹۸۵) یک هنرپیشه اهل اسپانیا بود. وی بین سال‌های ۱۹۳۰ تا ۱۹۸۵ میلادی فعالیت می‌کرد.
او از اواسط دههٔ ۶۰ میلادی تا انتهای آن، در تعداد زیادی وسترن اسپاگتی ظاهر شد.
از فیلم‌هایی که وی در آن نقش داشته است، می‌توان به و در سال سوم، او دوباره برخاست، قاتل ۷۷؛ مرده یا زنده و آغازی دوباره اشاره کرد.